# 액사

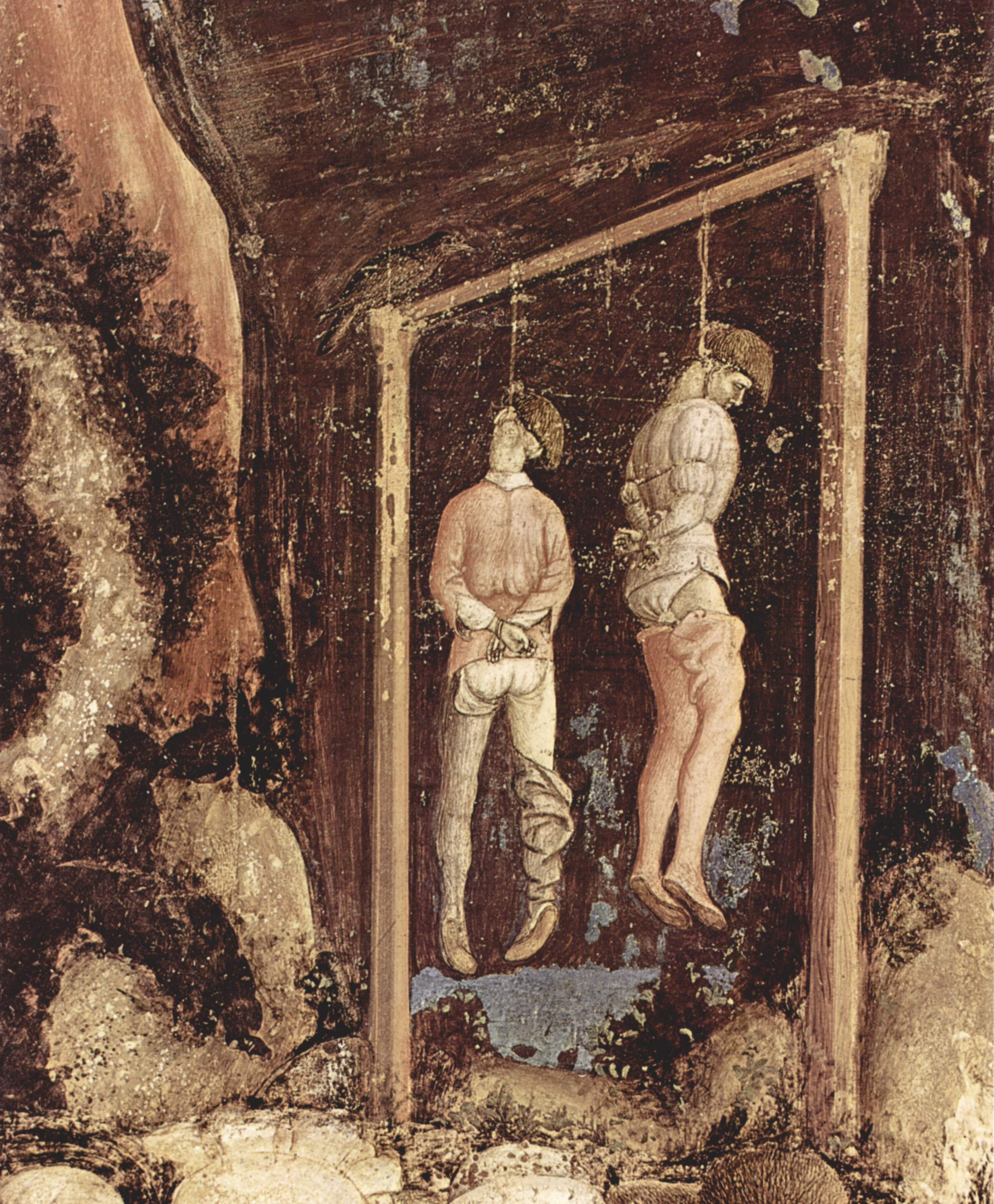
액사 (피사넬로의 그림)

액사(縊死, Hanging)는 끈으로 목을 감고 몸무게로 조르는 경우, 즉 목을 매다는 경우를 의미한다. 피해자는 몸무게 전체가 목에 걸리기 때문에 목뼈나 신경에 손상이 가며, 이 때문에 대개 즉시 의식을 잃고 상대적으로 빠른 시간 내에 사망한다. 의사의 경우 통념상 피해자의 키보다 높은 곳에 목을 매달아야 한다고 생각하는 경우가 많다. 그러나 목을 지나는 중요한 혈관이 막히면 뇌손상이 일어나므로 사망하게 되는데, 이 혈관을 막는 데에는 몸무게 전체가 걸리지 않아도 된다. 그러므로 이론상 발이 땅에 닿은 경우나 앉아 있는 경우, 심지어는 누워 있는 경우에도 의사가 가능하다. 끈이 남기는 흔적은 목 위쪽에 분포하며 한 쪽으로 힘이 쏠려 있는 모양새를 띠고 있다. 자살과 타살의 가능성이 모두 존재한다.

## 같이 보기
- 교사형
- 족자